# Emma Darwin

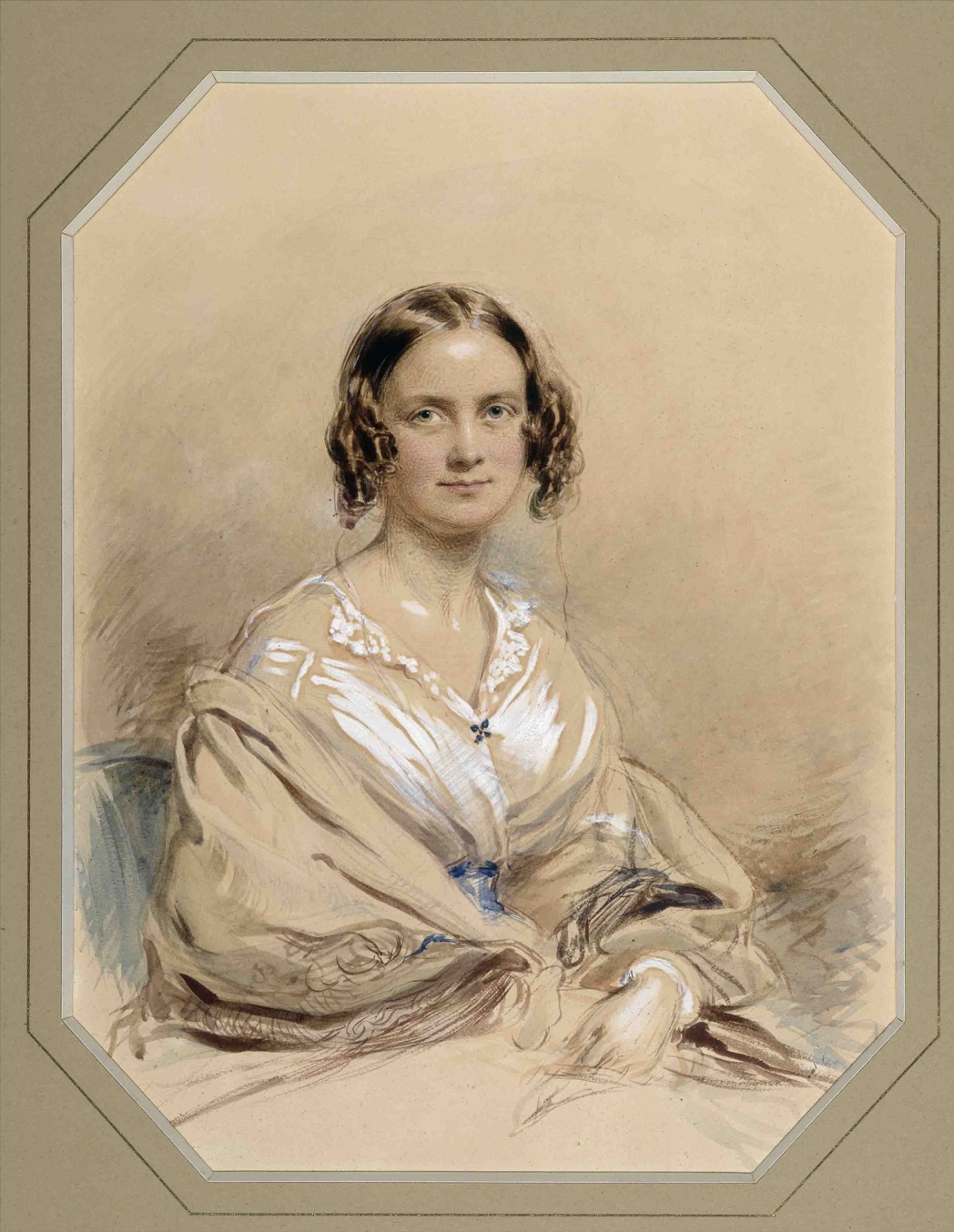
Retrato de Emma Darwin por George Richmond

Emma Darwin  (Emma Wedgwood de soltera; Maer, 2 de mayo de 1808 - 7 de octubre de 1896) fue prima y esposa del naturalista inglés Charles Darwin.
Se casaron el 29 de enero de 1839. El matrimonio tuvo diez hijos:
- William Erasmus Darwin (1839-1914)
- Anne Elizabeth Darwin (1841-1851)
- Mary Eleanor Darwin (1842-1842)
- Henrietta Emma "Etty" Darwin (1843-1927)
- George Howard Darwin (1845-1912)
- Elizabeth Darwin (1847-1926)
- Francis Darwin (1848-1925)
- Leonard Darwin (1850-1943)
- Horace Darwin (1851-1928)
- Charles Waring Darwin (1856-1858)

Poco antes de cumplir 74 años, su esposo murió a los 73 años el 19 de abril de 1882. Posteriormente, Emma pasó los veranos en Down House. Compró una casa grande llamada The Grove en Huntingdon Road en Cambridge y vivió allí durante los inviernos. Emma murió en 1896. Su hijo Francis tenía una casa, a la que llamó Wychfield, construida en los terrenos de The Grove. Vivió allí durante la mayoría de los inviernos, pasando los veranos en Gloucestershire . Horace, el hijo de Emma, también hizo construir una casa en los terrenos y la llamó The Orchard.
Está enterrada en la Iglesia de Santa María en Downe, junto a otros miembros de su familia, a excepción de su esposo, que reposa en la Abadía de Westminster.